# ستيفان فـان رئيل
ستيفان فـان رئيل هو لاعب كرة قدم بلجيكي في مركز الدفاع، ولد في 29 ديسمبر 1970 في Deurne, Belgium ‏ في بلجيكا. لعب مع أوستينده.

## وصلات خارجية
- ستيفان فـان رئيل على موقع قاعدة بيانات كرة القدم.إي يو (الإنجليزية)